# Guatemala Juniors
Das Guatemala Juniors (auch Guatemala Junior International genannt) ist im Badminton die offene internationale Meisterschaft von Guatemala für Junioren und damit das bedeutendste internationale Juniorenturnier in Guatemala. Es wurde erstmals im März 2014 ausgetragen.

## Die Sieger
| Saison | Herreneinzel                | Dameneinzel               | Herrendoppel                                   | Damendoppel                                             | Mixed                                           |
| ------ | --------------------------- | ------------------------- | ---------------------------------------------- | ------------------------------------------------------- | ----------------------------------------------- |
| 2014   | Rubén Castellanos           | Daniela Macías            | Daniel Martinez Gerson Quezada                 | Daniela Macías Maria Delia Zambrano                     | Rubén Castellanos Melanie Braeuner              |
| 2015   | Kittipong Imnark            | Manassanan Lerthattasin   | Pakin Kuna-Anuvit Natthapat Trinkajee          | Natchpapha Chatupornkarnchana Kwanchanok Sudjaipraparat | Pakin Kuna-Anuvit Kwanchanok Sudjaipraparat     |
| 2016   | Uriel Canjura               | Diana Corleto Soto        | Carlos Albanés Christopher Martínez            | Mariana Isabel Paiz Quan Diana Corleto Soto             | Christopher Martínez Diana Corleto Soto         |
| 2017   | Brian Yang                  | Lauren Lam                | Jonathan Matias Donnians Oliveira              | Inés Castillo Paula La Torre                            | Brian Yang Lauren Lam                           |
| 2018   | José Granados               | Natalie Chi               | Daniel Diéguez Axel Flores                     | Alejandra José Paiz Quân Mariana Isabel Paiz Quan       | Axel Flores Alejandra José Paiz Quân            |
| 2019   | Axel Flores                 | Vanessa García            | Yeison del Cid Antonio Ortíz                   | Ana Albanés Sara Barrios                                | Yeison del Cid Ana Albanés                      |
| 2020   | abgesagt                    | abgesagt                  | abgesagt                                       | abgesagt                                                | abgesagt                                        |
| 2021   | Victor Lai                  | Sophia Nong               | Yeison del Cid Antonio Ortíz                   | Ana Pamela González Karolina Orellana                   | Victor Lai Sophia Nong                          |
| 2022   | Yeison del Cid              | Mariana Palacios Castillo | Yeison del Cid José Daniel Ochoa               | Mariana Palacios Castillo Luisa Santizo Alfaro          | José Daniel Ochoa Luisa Santizo Alfaro          |
| 2023   | Ramiro Alonso Espinoza      | Cristina Pérez            | José Daniel Ochoa Ramiro Alonso Espinoza       | Mariana Palacios Castillo Fatima Gutierrez              | José Daniel Ochoa Luisa Santizo Alfaro          |
| 2024   | José Daniel Ochoa           | Naomi Junco Vasquez       | Mateo Peregrina Job Natanael Rodriguez Salazar | Aline Angel Mayté Macias Marin                          | Nestor Israel González Gómez Mayté Macias Marin |
| 2025   | Guillermo Buendia Maldonado | Naomi Junco Vasquez       | Umesh Lescano Konda Gabriel Pallete Quiroga    | Kamalini Packiyaraj Diya Shetty                         | Guillermo Buendia Maldonado Naomi Junco Vasquez |